# SS Sir Walter Scott
Le SS Sir Walter Scott est un petit bateau à vapeur d'excursion et ferry du loch Katrine dans les pittoresques Trossachs d'Écosse y naviguant depuis plus d'un siècle, et unique survivant toujours en service régulier de passagers. Il porte le nom de l'écrivain et poète Walter Scott, qui a écrit le poème La Dame du Lac (1810) , et son roman Rob Roy (1818) ayant pour décor le loch Katrine.
Ce bâtiment est inscrit au registre du National Historic Ships  depuis 1993 et il est aussi l'un des nombreux bateaux de la National Historic Fleet.

## Histoire
En 1859, le loch Katrine est devenu source d'alimentation en eau de la ville de Glasgow en y étant relié par des aqueducs et tunnels de plus de 30 miles (48 km) à travers un paysage vallonné. La vallée de Trossachs est devenu très populaire à l'époque victorienne, et il y avait des services de navires à vapeur sur le lac. Le loch Katrine est entouré de montagnes boisées, et a des liens historiques romantiques, comme le lieu de naissance du proscrit Robert Roy MacGregor. La reine Victoria avait une maison de vacances construite avec vue sur le lac.
Le chantier William Denny and Brothers a construit Sir Walter Scott comme un navire "knock-down" (assemblé avec des boulons et des écrous) à Dumbarton sur la rivière Leven. Les pièces numérotées ont été démontées à nouveau, transportées par barge jusqu'au loch Lomond puis par voie terrestre jusqu'au quai Stronachlachar sur le loch Katrine et reconstruit sur place en 1899. Le lancement sur le lac a eu lieu en 1900.
Le SS Sir Walter Scott pèse 115 tonnes et il est alimenté par une machine à vapeur trois cylindres à triple expansion et dispose de deux chaudières de type locomotive. À la fin de 2007 les chaudières au charbon ont été remplacées par des chaudières au biocarburant pour répondre à l'exigence de moindre pollution de l'air et de l'eau. Au cours de cette remise en état une cabine de pont avant a été ajoutée.
Le SS Sir Walter Scott navigue à l'extrémité est du lac, au nord d'Aberfoyle pour des excursions de 7 miles (11 km) et assure un service de ferry de 8 miles (13 km) à l'ouest du lac pour prendre les randonneurs et les cyclistes qui retournent par terre et reprend ceux qui embarquent sur la jetée pour faire le voyage aller-retour. En hiver, il est remonté sur une glissière pour les travaux d'entretien.